# Oslo Plaza
Oslo Plaza (formellt Radisson Blu Plaza Hotel) är ett hotell som ligger i centrala Oslo, nära köpcentrumet Oslo City och Oslo centralstation. Hotellet är, med sina 117 meter, Nordeuropas näst högsta hotell efter Victoria Tower i Stockholm (stadsdelen Kista). 
Hotellet har 37 våningar och 676 rum med sammanlagt 1 500 bäddar, 140 affärsrum, 20 sviter, 2 signatursviter och kungssvit.  Byggnaden är uppförd i betong och har fasader i spegelglas. Det finns glashiss på utsidan av hotellet som går ända upp till toppen. På våning 34 finns restaurang och skybar. Byggnaden stod klar 1989.
Hotellet ägs idag av Wenaasgruppen, och drivs av Rezidor Hotel Group.